# Șardu Nirajului, Mureș

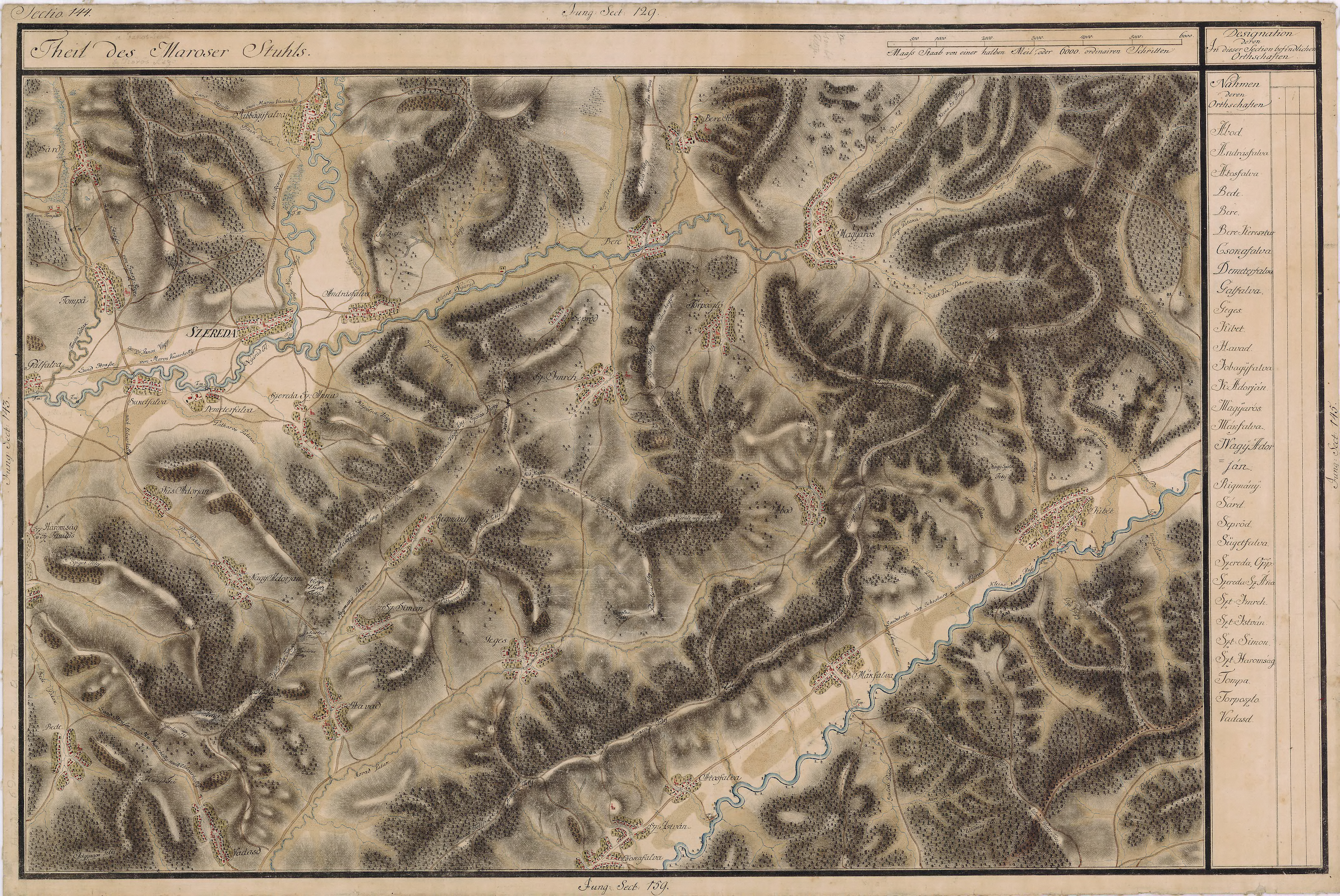
Șardu Nirajului pe Harta Iosefină

Șardu Nirajului, colocvial Șard, (în maghiară Székelysárd, colocvial Sárd, în trad. "Noroieniul secuiesc", "Noroieni") este o localitate componentă a orașului Miercurea Nirajului din județul Mureș, Transilvania, România.

## Istoric
Pe Harta Iosefină a Transilvaniei din 1769-1773 (Sectio 144), localitatea a apărut sub numele de „Sárd”. 

## Imagini

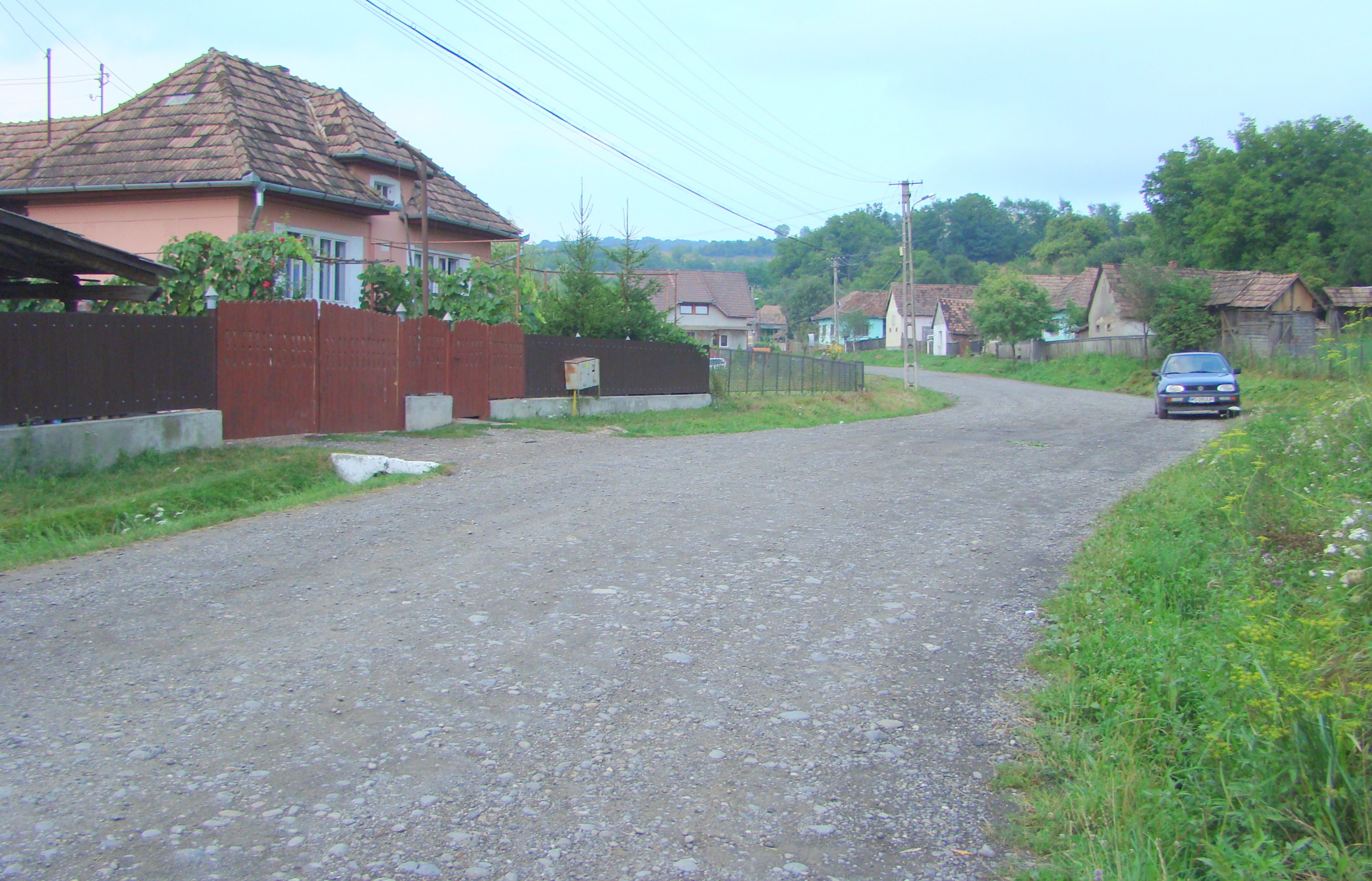
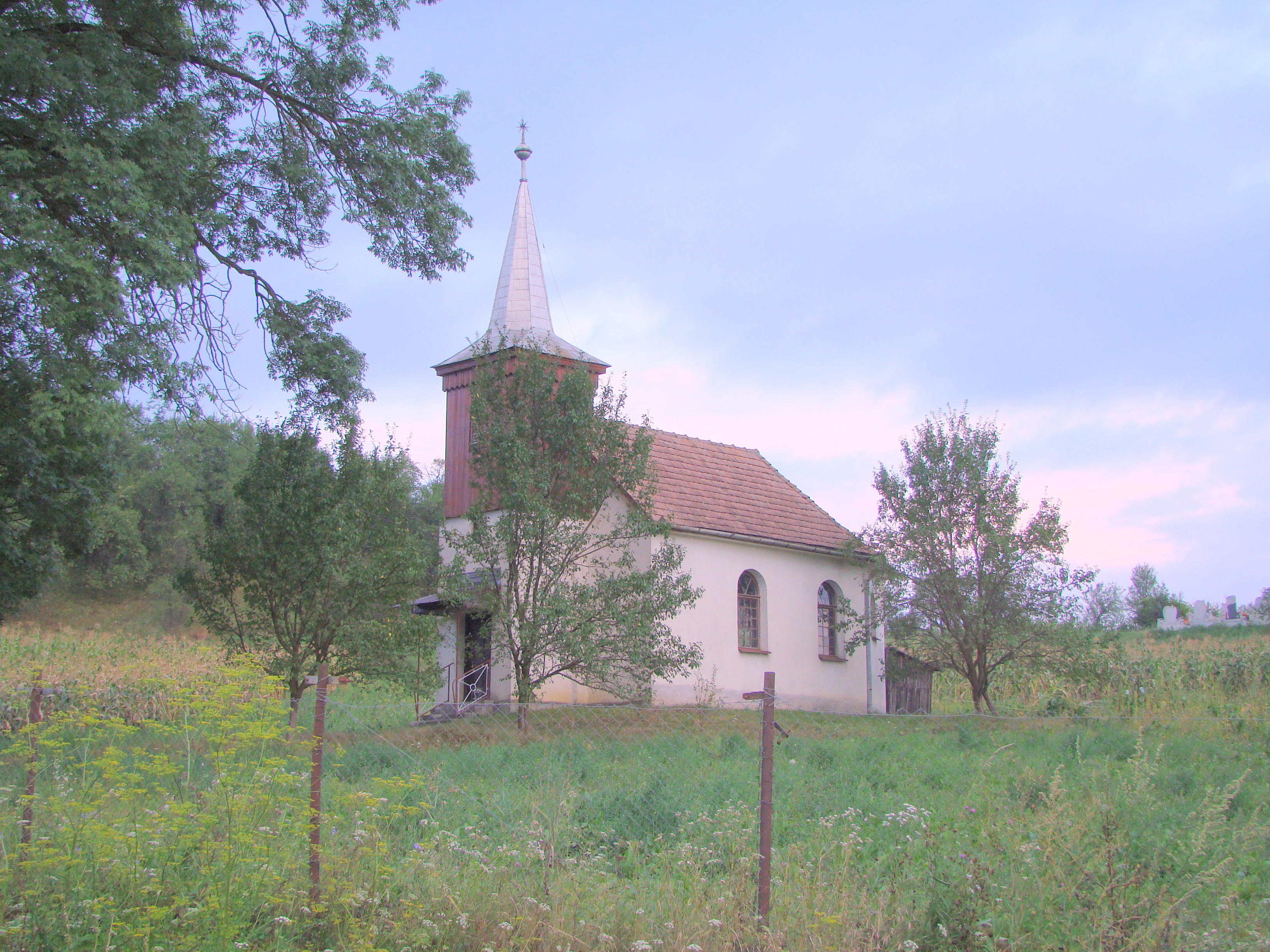
Biserica reformată (1927)
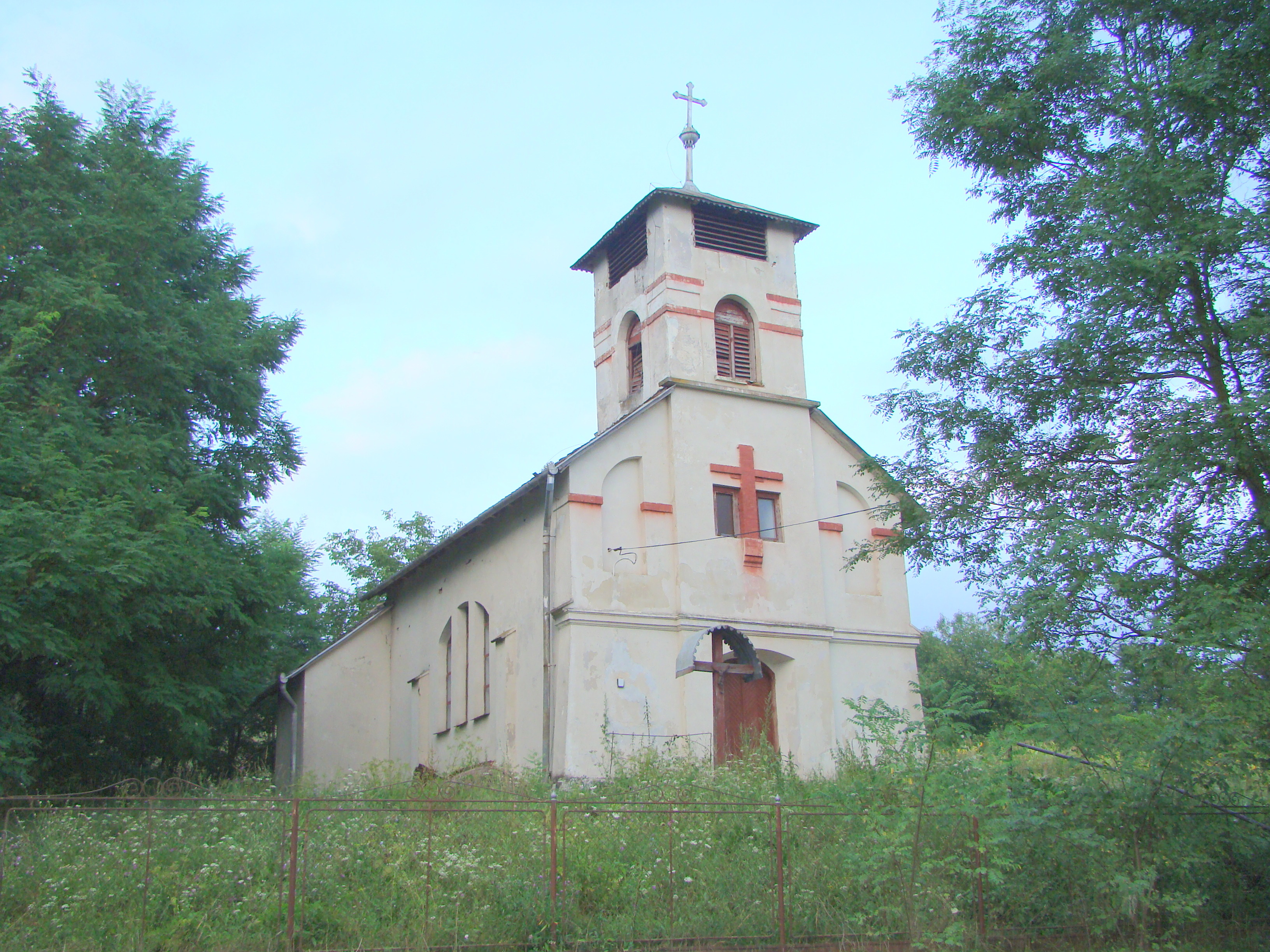
Biserica romano–catolică (1906)
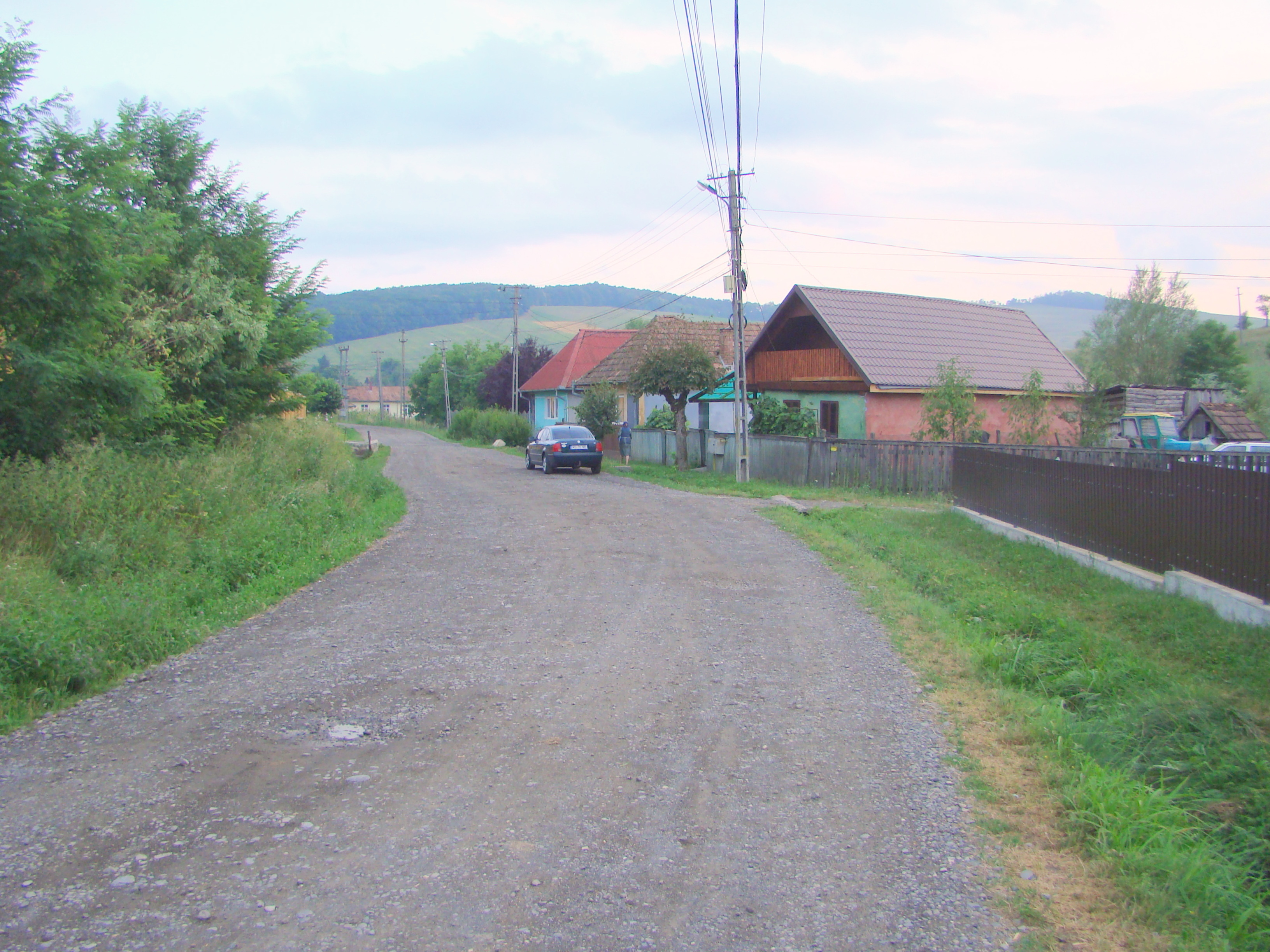